# しゅうてれWEB版
『しゅうてれWEB版』とは、広島市内のCATV2局で放送されていた「しゅうてれ」が場所をインターネット放送局「しゃもジカテレビ」に変わったものである。毎月10分程度のテレビ番組と時間の決まっていない自由制作の2本が配信されていた。2010年1月放送開始。
また、2011年2月からYouTubeでの配信に切り替わった。

SBS（広島修道大学放送研究会）が企画・制作しており、スタッフも全て学生、使用している機材も自らが全て所有している。「しゅうてれ」という番組名は「修道大学のテレビ」という言葉からきている。旧しゅうてれ（1998年開始）から数え制作数は2009年12月に140本を超えた。
学生がテレビ番組を制作しているのは全国的に見てもめずらしく、例として他に筑波大学筑波放送協会が制作しているテレビ番組「P-CUBE」がある。

## 放送局
インターネットテレビ「しゃもジカテレビ」

## 番組の歴史
- 1998年4月 - 広島修道大学の学生制作番組としてCCV（現ふれあいチャンネル）でスタート
- 2010年1月 - 2010年から従来のケーブルテレビでの放送をやめ、インターネットテレビ「しゃもジカテレビ」にて月2回配信となる。
- 2011年2月 - 更新停止状態にあった、しゃもジカテレビからYouTubeでの配信に切り替わる。

## 番組内容
【本編（10分版）】
毎回企画を考え、作っていく。
ジャンルはバラエティーやドキュメンタリー、果てはノンジャンル等その方向性を模索する傾向が見られる。
「学生らしい番組を」を理念に「学生視点の地域初全世代向けの番組」となっている。
シリーズ：イケメン前田シリーズ
【番外編】
2010年1月から「しゅうてれガールズ」シリーズと題して配信していた。
企画も時間も決まっておらず、
「気軽に見てもらおう、サークルの雰囲気を知ってもらおう」をテーマに制作されていた。
なお、番組最後に「ゆっぴーのモノマネ講座」という人気コーナーもあった。
出演：しゅうてれガールズ（ゆっぴー＆まりー）

## 制作機材
- Windows 7 (DELL1台 ソニー2台)
- Adobe Premiere Pro CS3を用いたノンリニア編集。
- ソニー製カメラ(DCR-VX2100)2台を用いて撮影。
- 機材の関係上SD画質（4:3）での制作。

## 制作体制
しゅうてれチーフを幹部内に1名置き、番組毎にディレクターの募集をかけ、番組内容を企画する。
リポーター等は放送研究会の部員が行う。

## 過去のゲスト
- コンクリート（修道大学出身の音楽ユニット）

## 過去の取材先
- フレスタ沼田店

## 過去の作品
【本編（10分版)】
- 2010年
  - 1月 Vol.142 『裏コンクリート』
  - 2月 Vol.143 『子育て前田〜イケメン流☆子育て〜』
  - 12月 Vol.143 『荒木vs菅森 水泳対決』(公開は2011年2月中旬)

- 2011年
  - 2月 Vol.144 『書初め』
  - 3月 Vol.145 『ホワイトデー 料理対決～前編』
  - 4月 Vol.146 『ホワイトデー 料理対決～中編』
  - 5月 Vol.147 『ホワイトデー 料理対決～後編＆さぬvsかとまり 食わず嫌い女王決定戦』
  - 6月 Vol.148 『放研PVを作ろう！＆カメラに向かってごめんなさい』
  - 8月 Vol.149 『冷やし◯◯を求めて』
  - 9月 Vol.150 『秋の3本勝負対決』
  - 10月 Vol.151 『1年生の挑戦～ソフトボール大会～』

【番外編】
- 2010年
  - 1月 Vol.1 『番外編の魅力をしゅうてれガールズが語っちゃいます!!』（モノマネ講座：千と千尋の神隠し より「カオナシ」）
  - 2月 Vol.2 『2月本編の魅力紹介」（モノマネ講座：優香のお茶石鹸CM より「真矢みき」）